# Памятник Владимиру Ульянову — гимназисту
Памятник Владимиру Ульянову — гимназисту — памятник Владимиру Ильичу Ленину, существовавший в Тольятти в 1984—2009 годах. Находился у входа в Дворец молодёжи (Центральный район города).

## История
Модель памятника была изготовлена в 1978 году. В 1982 году скульптура была изготовлена в материале (высечена из гранита). Автор — скульптор, член Союза художников РСФСР Николай Игнатьевич Колесников, гранитчик — Александр Николаевич Валявин. 
Ленин был изображён юношей, так что местом для памятника была выбрана территория Дворца пионеров и школьников Тольятти. Проект постамента выполнил архитектор Автозаводского района Тольятти В. В. Антоняк. Строительные работы по сооружению постамента начались 16 апреля 1984 года. Строительство велось силами бригады Н. А. Клюева треста «Спецжилстрой» СУ-103 Куйбышевгидростроя. Руководил работами начальник «Автозаводстроя Н. С. Акиньшин. Открытие памятника состоялось 19 мая 1984 года.
После развала СССР специалисты отмечали художественную и историческую ценность памятника. В 2000 году он был внесён в реестр памятников города Тольятти как объект монументального искусства. Однако фактически памятник не охранялся, а изменения в федеральном законодательстве в 2001 году отменили полномочия муниципалитетов по выявлению и охране памятников, лишив монумент юридической защиты. Памятник подвергался вандализму — статуе отбили нос и неоднократно раскрашивали лицо, так что красители въелись в гранит.
В 2009 году на заседании экспертной комиссии по историко-культурному наследию города было решено демонтировать скульптуру, что впоследствии и было сделано.

## Описание
Скульптура высотой в 2 метра была высечена из монолитной глыбы гранита и изображала Владимира Ульянова в форме гимназиста. Она была установлена на постамент прямоугольной формы, облицованный гранитной плиткой. 